# Didi'Land
Didi'land est un parc d'attractions situé à Morsbronn-les-Bains, en Alsace, en France.

## Le parc d'attractions
Ouvert en 1982 par la famille Wernert, le parc a d'abord été connu sous le nom Fantasialand, à ne pas confondre avec le parc d'attractions allemand Phantasialand.
Didi'Land est un parc de loisirs familial proposant plusieurs types d'attractions pour tous les âges. L'entrée du parc et son restaurant ont été aménagés dans un moulin du XVIIe siècle et dans d'anciennes écuries datant de 1953.
En 2012, le parc fêtait ses 30 ans d’existence.

## Informations économiques
La société Poney Ranch a été immatriculée au RCS le 28 août 1981.
En 2016, elle a réalisé un chiffre d'affaires de 2 327 200 € et dégagé un résultat de 87 800 € avec 19 collaborateurs.
Elle est dirigée par le holding Wernert, représenté par Arthur Wernert.

## Historique du parc
- 1982 : train de la mine, les radeaux, le bateau pirate, les caravelles. attractions disparues
- 1990 : les éléphants.
- 1995 : la rivière sauvage.
- 1998 : le grand canyon.
- 1999 : fermeture du train de la mine.
- 2000 : le drakkar.
- 2002 : les cannibal pots.
- 2005 : la pomme.
- 2007 : les montgolfières.
- 2008 : le rafting (ouvert en 2009).
- 2009 : le trafic jam, la rivière indienne, les mini auto-scooters, 111 000 entrées au parc.
- 2010 : le magic mouse, le buccaneer, le grillos (investissement record de 1,2 million d'Euros), 110 000 entrées au parc.
- 2011 : les tracteurs rigolos (investissement 150 000 Euros), la fréquentation du parc augmente de 25 % par rapport à l'année précédente (115 000 visiteurs).
- 2012 : le Monorail : monorail semi-électrique de 3 m de haut de Mettalbau Emmeln (Investissement 600 000 euros) + autos-scooters.
- 2013 : le Mega Disk'O : Mega Disk'O 24 de Zamperla (juin 2013) + Pirates Aventures (avril 2013).
- 2014 : le Cyclon Coaster, le Piratfallet, nouveau bateau pirate, nouveau Family Swing et Bounce Spin, tous de SBF Visa Group.
- 2016 : Structures gonflables
- 2018 : le Baby Flum de Soquet et l'Apollo side-car de Technical Park
- 2019 : la Grande Roue
- 2020 : Duck Familly
- 2021/2022 : L'arbre magique (Décoration interactive)
- Juillet 2024 : Spinning Coaster de SBF visa group

### Montagnes russes
| Nom                                    | Type                            | Constructeur   | Année |
| -------------------------------------- | ------------------------------- | -------------- | ----- |
| Drakkar                                | Montagnes russes assises        | Soquet         | 2000  |
| Family Coaster (anciennement La Pomme) | Montagnes russes assises junior | SBF Visa Group | 2005  |

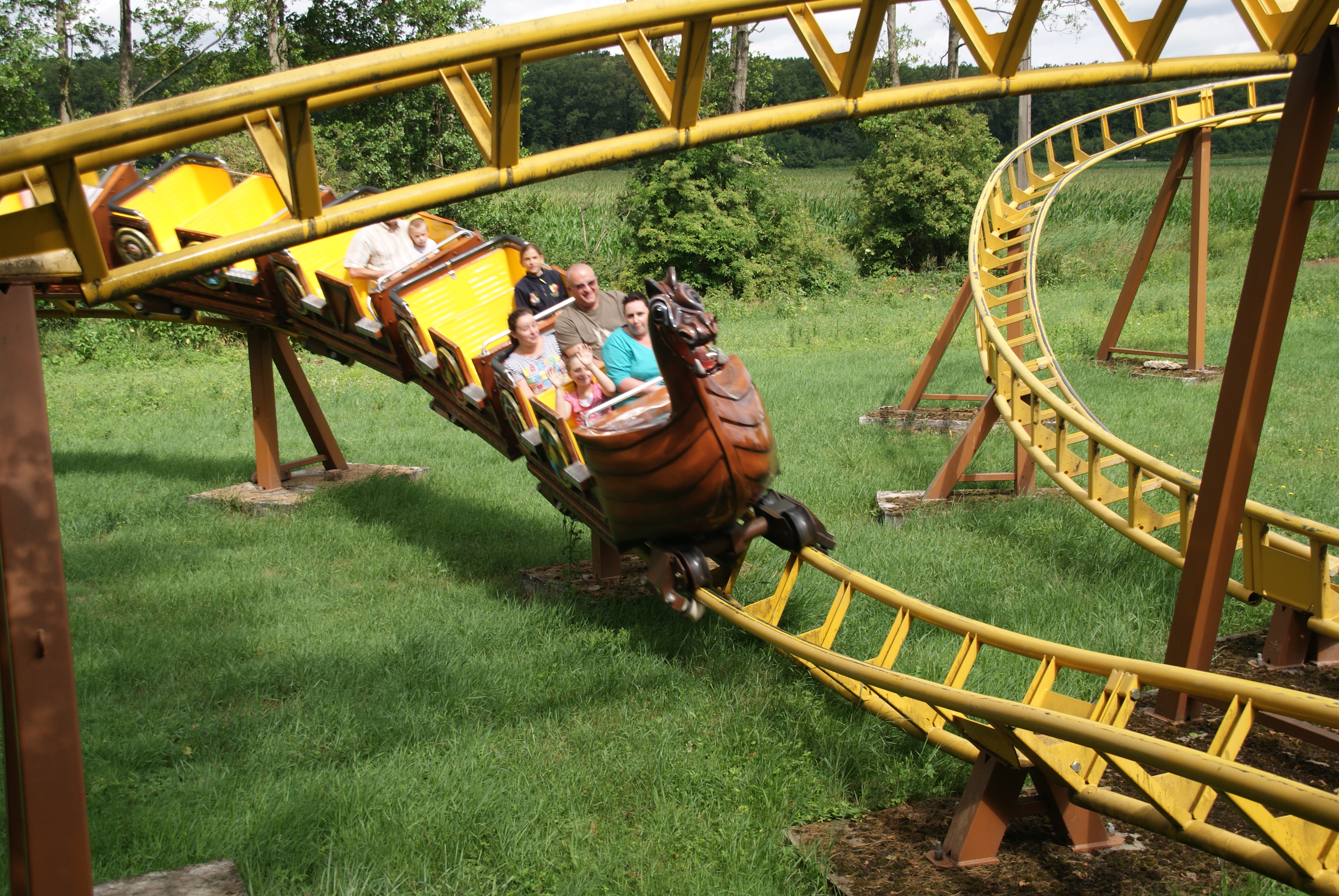
Drakkar
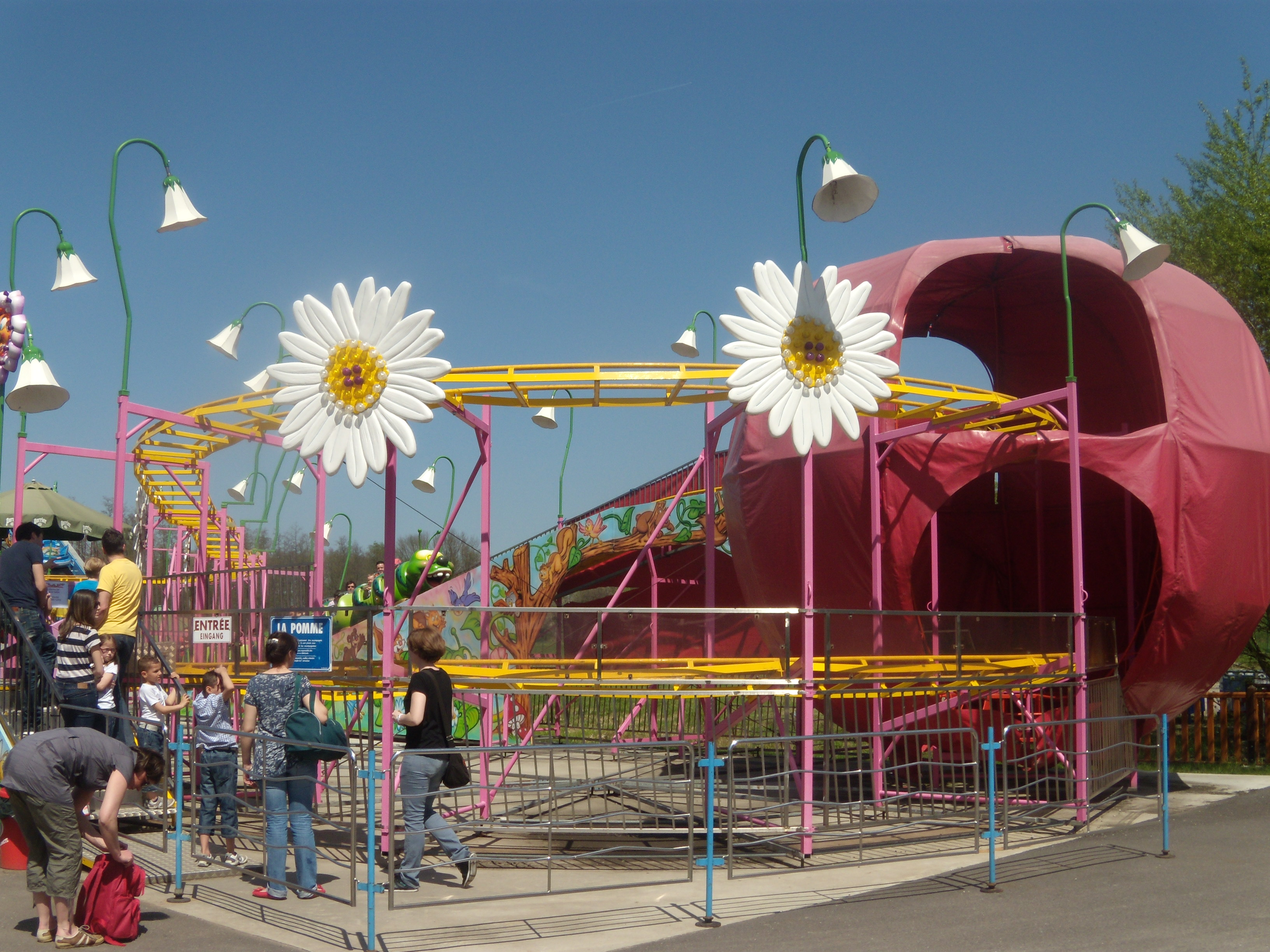
Family Coaster
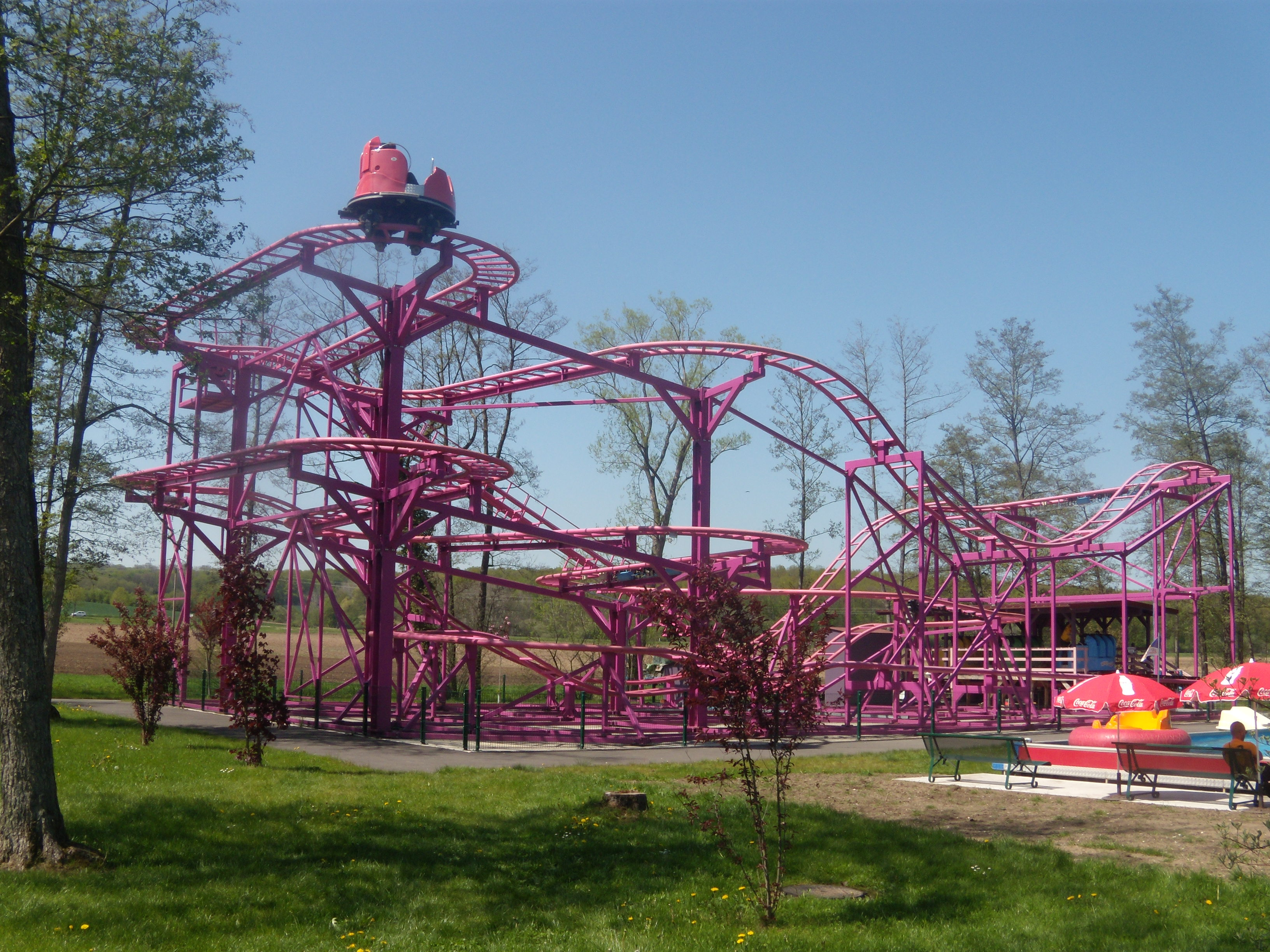
Magic Mouse (fermé)

#### Disparues
| Nom              | Type/ Modèle             | Constructeur   | Ouverture | Fermeture |
| ---------------- | ------------------------ | -------------- | --------- | --------- |
| Cyclon Coaster   | Montagnes russes assises | SBF Visa Group | 2014      | 2014      |
| Magic Mouse      | Wild Mouse tournoyante   | SBF Visa Group | 2010      | 2013      |
| Train de la Mine | Montagnes russes assises | Soquet         | 1982      | 1999      |

### Attractions aquatiques
- Buccaneer : Splash Battle de SBF Visa Group (2010).
- Bumpers Boats : Bateaux tamponneurs (version aquatique de l'auto tamponneuse).
- Rafting : rivière rapide en bouées sur 10 m de dénivelée de Soquet, coût : 1 000 000 Euros (2009).
- Rivière sauvage : bûches de Soquet de 12 m de haut et de 175 m de long  (1995).

### Attractions à sensations fortes
- Bateau pirate : bateau à bascule de SBF Visa Group (2014).
- Mega Disk'O : Mega Disk'O 24 de Zamperla (2013).
- Piratfallet : Drop'n Twist de SBF Visa Group (2014).
- Tour infernale : tour de chute de plus de 11 m de haut, de SBF Visa Group, coût : 300 000 Euros (2003).
- Traffic Jam : Traffic Jam de SBF Visa Group (2009).

### Autres attractions
- Abeille : mini jets en forme d'abeilles (2015)
- Autos-Scooters : autos-tamponneuses (2012).
- Bounce Spin : Bounce Spin de SBF Visa Group (2014).
- Cannibal Pots : tasses de Technical Park (2002).
- Chevaux de Bois : carrousel.
- Éléphants Volants : manège d'avions de SBF Visa Group (1990).
- Family Swing : chaises volantes de SBF Visa Group (2014).
- Grand Canyon : Chevaux Galopants (1998).
- Grillos : train junior en forme de chenille de SBF Visa Group (2010).
- Didi Monorail : Monorail Pedal car de Metallbau Emmeln (2012).
- Mini Autos-Scooters : autos-tamponneuses (2009).
- Montgolfières : Balloon Race de Technical Park (2007).
- Petit-Train Safari : petit train pour enfants (2005).
- Pirates Aventures : Music Express de Technical Park (2013).
- Rivière indienne : rivière composée d'embarcations indiennes (2009).
- Tacots : balade en tacots de Soquet.
- Tracteur Rigolos : tacots de SBF Visa Group (2011).
- Train Didi'Land : Train touristique sur route.
- Vélos Drôles : Piste de vélos atypiques.
- Berceuse.
- Tonneaux.

## Attractions disparues
- Manège Enfantin : manège de cygnes (1987 à 2014)
- Flying Clown : sièges suspendus (fermeture en 2013).
- Family Swing : Chaises volantes junior (1999 à 2013).
- Bateau Pirate : bateau à bascule de Top Fun (1982 à 2013).
- Caravelles : Music Express de Mack Rides (1982 à 2012).
- Radeaux : ballade en radeaux / tow boat ride (1982 à 2013).
- Sky Glider : Sky Glider de SBF Visa Group (2004 à 2008).

### Spectacle
- Cirque Venissia.